# Islamisk republik
Islamisk republik är det officiella namnet på vissa av de stater där statsskicket är republik och majoriteten av befolkningen muslimer. Några exempel är Iran, vars officiella namn är Islamiska republiken Iran, och Pakistan, vars officiella namn är Islamiska republiken Pakistan. Flera andra stater kallar sig "islamska republiker" men religionen spelar där inte riktigt lika stor roll som i det teokratiska Iran där de muslimska prästerskapet i realiteten styr landet.

## Karaktär
Sharia, den religiösa lagen implementeras vanligen i någon utsträckning i den sekulära lagen. Detta innebär att den baseras på skrifter som uppkom på 600-talet. Staterna är inte monarkier, vilket annars förekommer i mellanöstern. Termen uppkom efter 1950, för att beteckna stater som hade en majoritetsbefolkning bestående av muslimer och som gjorde denna kulturella identitet till en huvudprincip i landets styrelse. Statsreligionen förbjuder eller missgynnar andra religioner. 

## Länder
- Iran
- Pakistan
- Afghanistan
- Mauretanien
- Gambia
- Komorerna som dock formellt är en union sedan 2002.
- Jemen är sedan 1994 en Islamisk presidentrepublik
- Uyghurstan (historisk)
- Maldiverna